# TWRP
TeamWin Recovery Project（TWRP）是一个开放源码软件的定制Recovery映像，供基于安卓的设备使用。它提供了一个支持触摸屏的界面，允许用户向第三方安装固件和备份当前的系统。因此，经常在root系统时安装，虽然它并不是root之后才能安装。

## 功能
自2016年2月起，版本号的前三位数字表示版本，第四位数字与其他数字以短划线分隔，表示针对特定设备的更新，可能是性能改进或错误修正。
截至2017年，这是最常见的定制恢复模式。在Android设备上安装或“刷入”这个定制恢复模式，需要下载对应设备的版本，然后在PC上使用诸如fastboot或Odin（用于三星手机）之类的工具，在PC上替换默认的恢复模式。此外，一些自定义ROM自带TWRP作为默认恢复模式。
TWRP让用户可以随时完整地备份他们的设备（包括Boot、System等）以恢复到任一状态，还可以使用内置的文件管理器来删除可能导致设备问题的文件，或添加一些文件来修复问题。
截至2017年，TWRP支持定制ROM，内核，附件（例如GoogleApps、SuperSU、主题）和其他MOD的安装。
TWRP也支持擦除、备份、恢复和安装各种设备分区（例如system、boot、userdata、缓存和内部存储）。TWRP还具有媒体传输协议、基本文件管理器、文件传输功能和终端。它也支持定制主题。
2017年1月，TWRP团队发布了一个Android应用程序，该应用程序允许使用root访问来刷入Recovery；然而，与Recovery不同，该应用程序不是开源的。此应用程序还通过官方TWRP映像发送到已经或未经root的设备。它默认安装为系统级别的应用程序，使其没有root权限无法在操作系统内移除。

## 引用
1. ↑  . TeamWin.   [20 April 2014]. （原始内容存档于2014-05-28）.
2. ↑  . TeamWin.   [16 October 2022]. （原始内容存档于2022-03-21）.
3. ↑  . GitHub. 23 June 2017  [2018-05-21]. （原始内容存档于2018-03-14）. Core recovery files for the Team Win Recovery Project (T.W.R.P) - this is not up to date, please see 
 github.com/omnirom/android_bootable_recovery/ 
 teamw.in/project/twrp2
4. ↑  . TeamWin.   [7 February 2016]. （原始内容存档于2016-08-12）.
5. ↑  Raja, Haroon Q. . AddictiveTips. 4 May 2013. （原始内容存档于2016-08-17）.
6. ↑  O'Brien, Terrence. . Engadget. 20 December 2011. （原始内容存档于2016-08-17）.
7. ↑  Stieben, Danny. . MakeUseOf. 12 January 2014. （原始内容存档于2016-08-17）.
8. ↑  Verduzco, Will. . XDA Developers. 10 April 2012. （原始内容存档于2014-10-25）.
9. ↑  Matteson, Scott. . TechRepublic.   [2019-02-17]. （原始内容存档于2019-05-17） （英语）.
10. ↑  .   [2018-05-21]. （原始内容存档于2018-03-05）.
11. ↑  .   [2018-05-21]. （原始内容存档于2017-08-08）.